# 杨瑞杰
杨瑞杰，男，中共軍事、政治人物、武警少將 。

## 生平
歷任中共廣西省武警總隊司令員、廣西人大代表。